# Фрасконе (Лука)
Фрасконе је насеље у Италији у округу Лука, региону Тоскана.
Према процени из 2011. у насељу је живело 54 становника. Насеље се налази на надморској висини од 176 м.